# Sistema Centrale

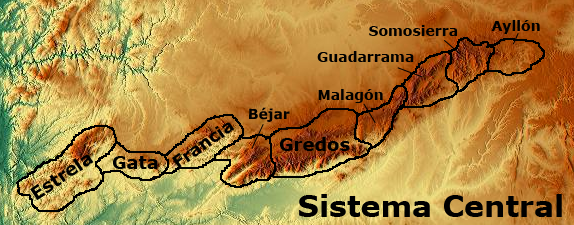
Catene principali del Sistema Centrale.

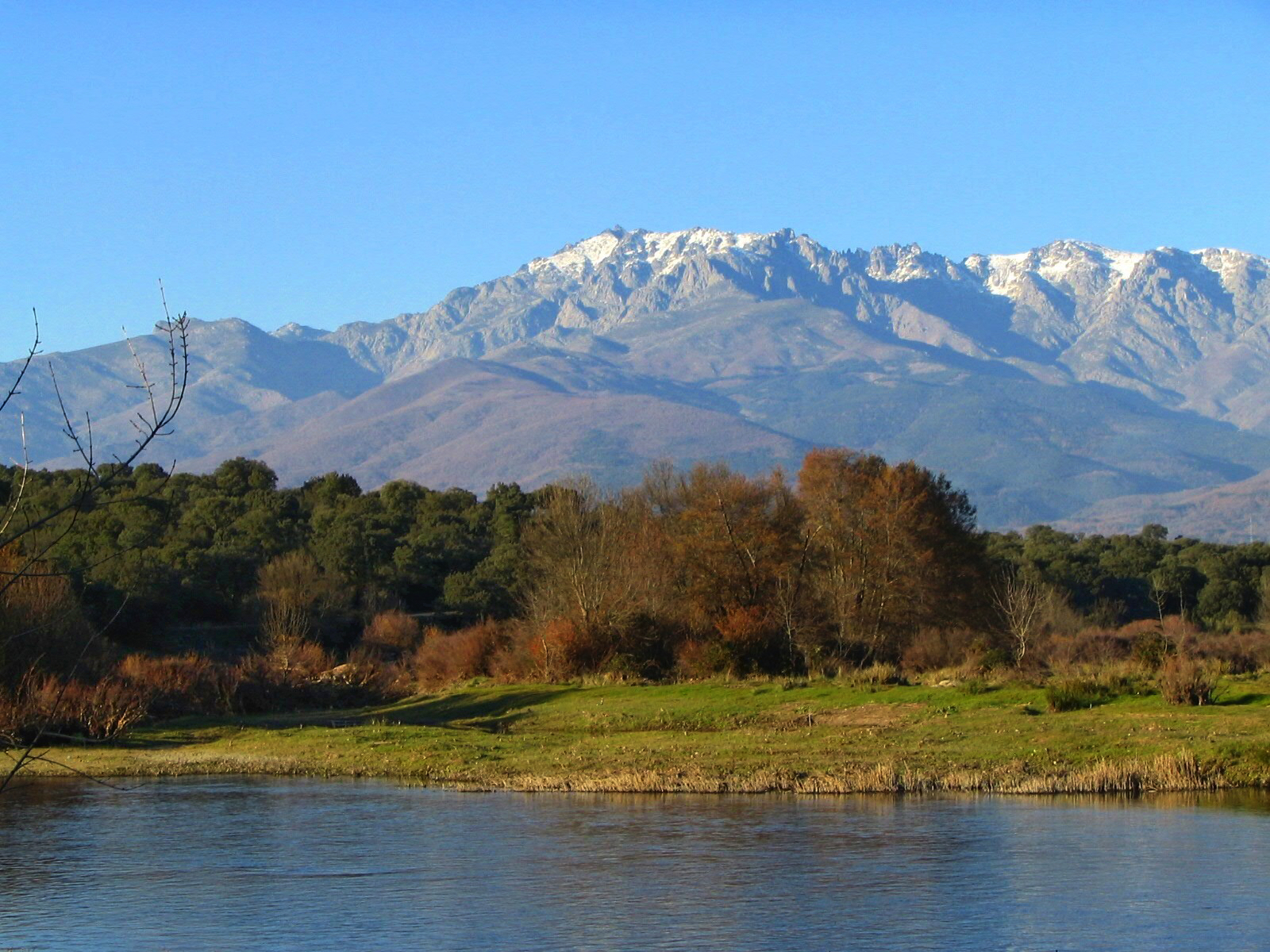
Il Pico Almanzor, la montagna più alta della Sierra de Gredos e del Sistema Centrale.

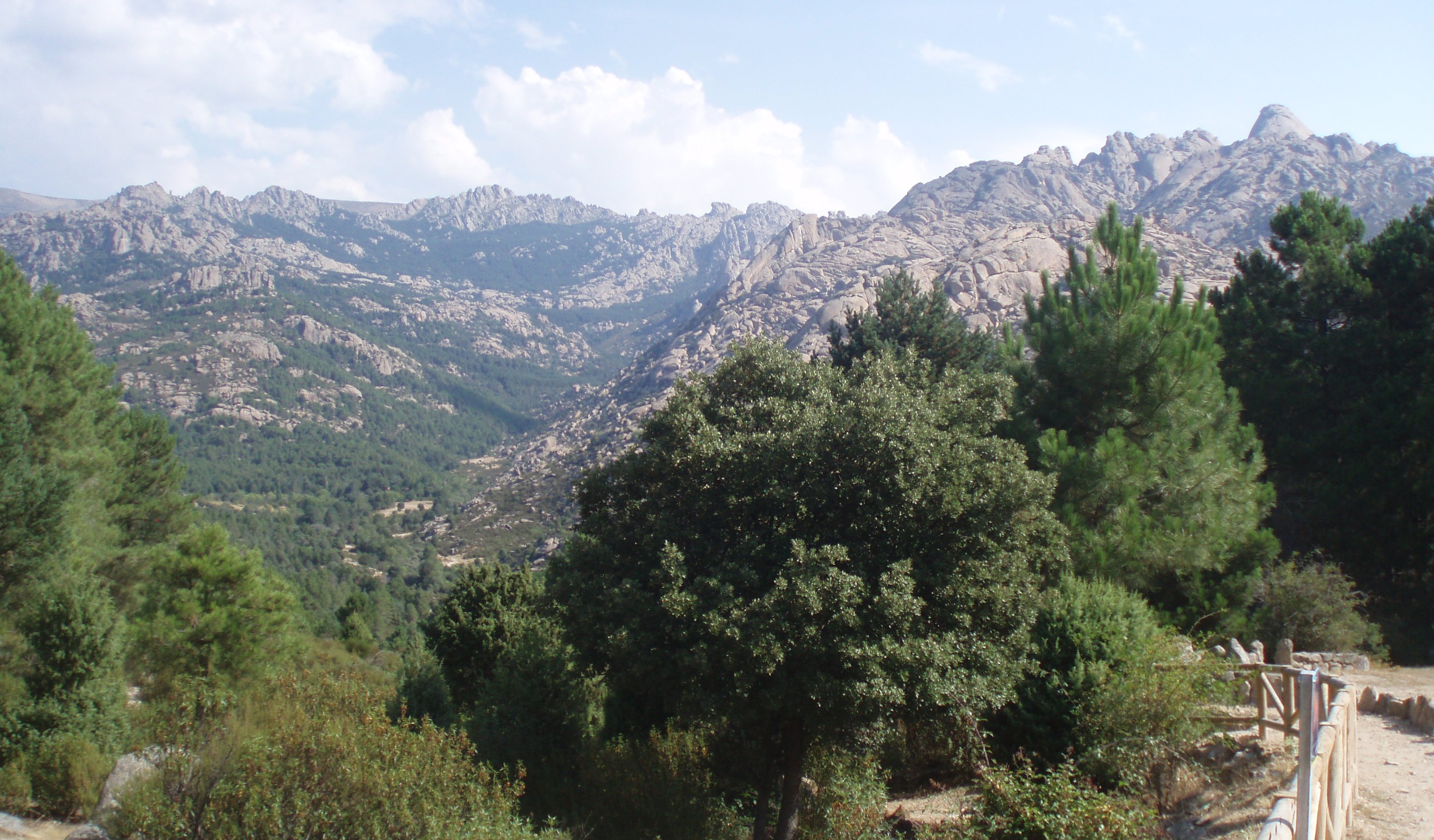
La Pedriza, una zona importante della Sierra de Guadarrama (zona est del Sistema Centrale).

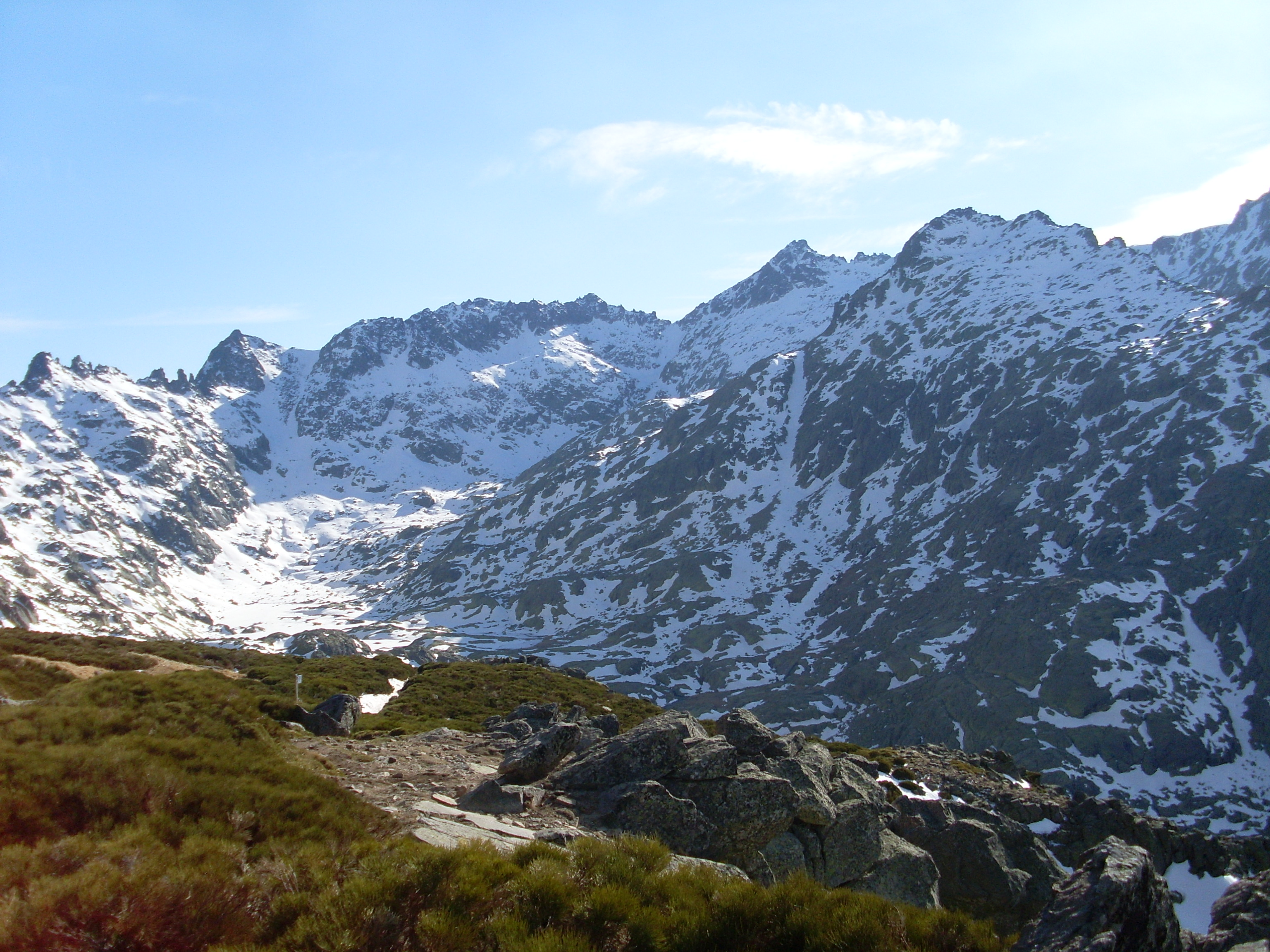
Circo de Gredos, nella Sierra de Gredos.
È una delle poche formazioni glaciali della cordigliera.

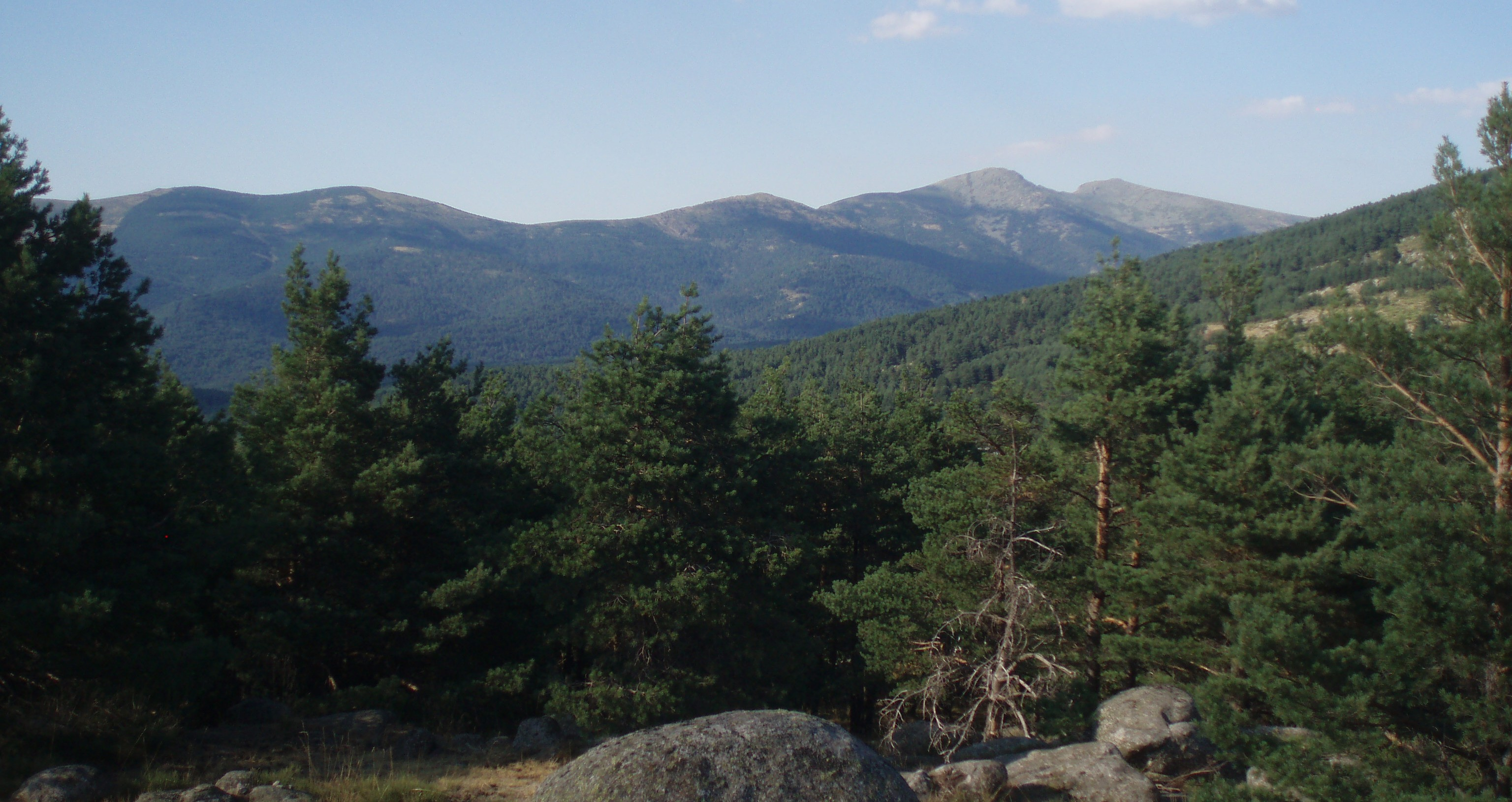
Valle del río Moros, nella Sierra de Guadarrama.

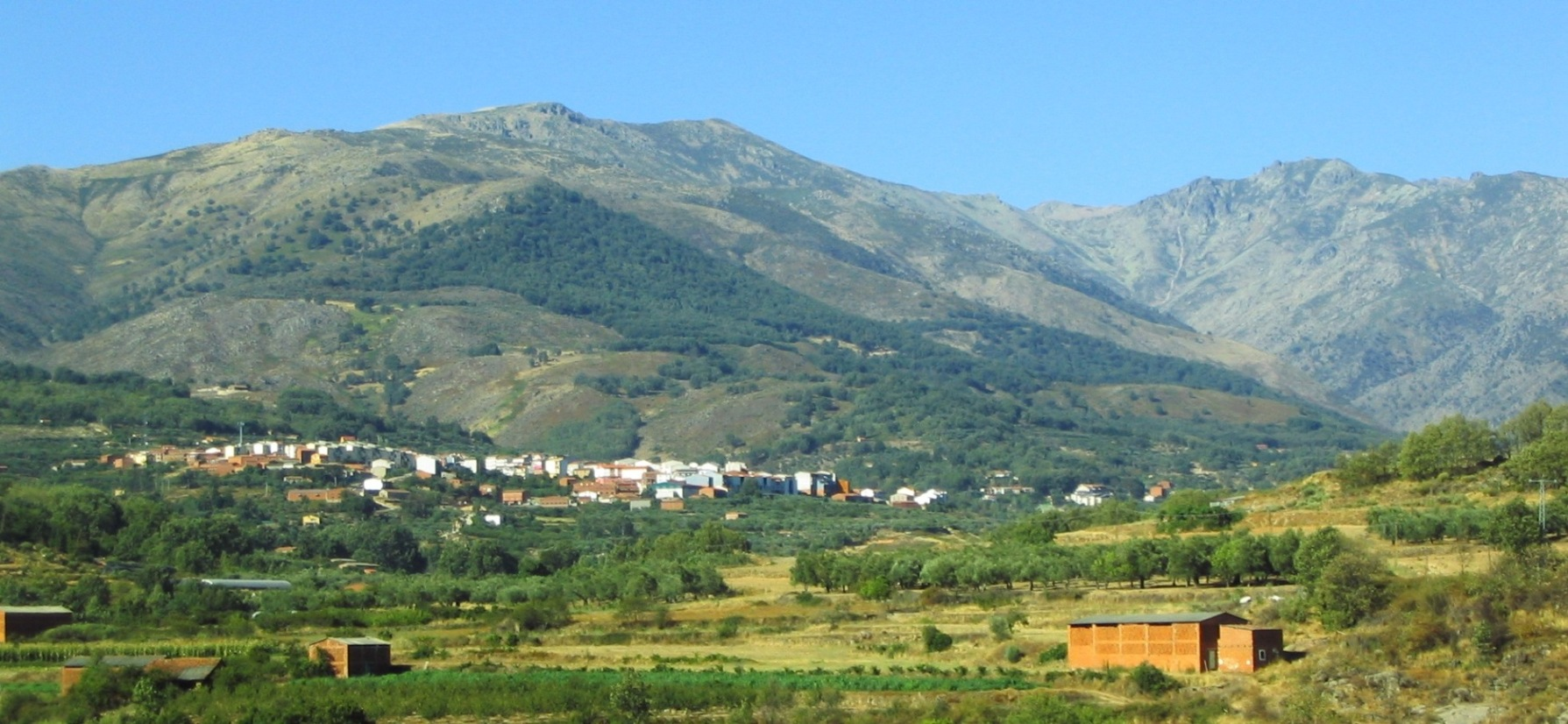
Aldeanueva de la Vera ai piedi della Sierra de Gredos (zona ovest della cordigliera).

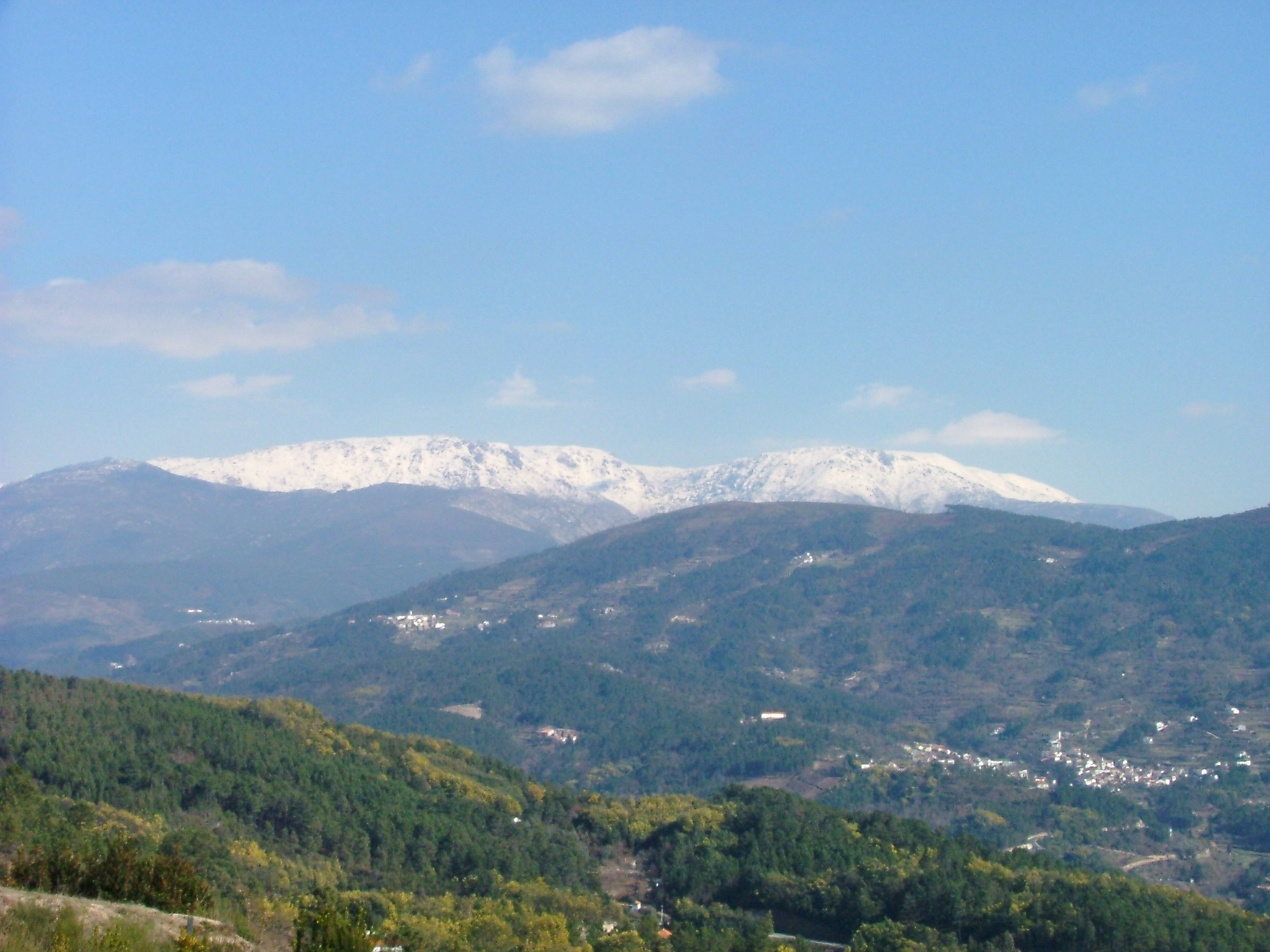
Vista di insieme della Serra da Estrela (Portogallo), la più occidentale del Sistema Centrale.

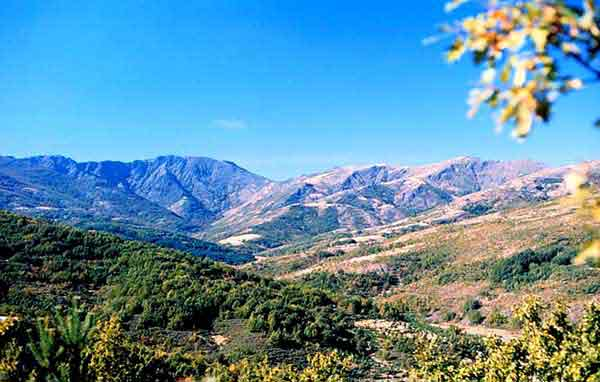
Sierra de Ayllón, la più orientale del Sistema Centrale.

Il Sistema Centrale (Sistema Central in spagnolo e portoghese) è una cordigliera situata al centro della Penisola Iberica che ha un'orientazione ovest-est nella parte occidentale, e sudovest-nordest nella parte orientale. 
Ha una lunghezza di circa 600 km e si estende dal Portogallo centrale al Sistema Iberico, situato nel centro-nordest della Spagna. Costituisce la separazione naturale tra la Castiglia e León, a nord, e la Castiglia-La Mancia, la Comunità di Madrid e l'Estremadura, a sud. Rappresenta anche la divisoria della Meseta Centrale in Submeseta norte e Submeseta Sur. Con alcune piccole eccezioni, segna lo spartiacque tra i bacini del Duero e del Tago.
La cima più elevata del sistema è il pico Almanzor (2.592 m), situato nella Sierra de Gredos. La cordigliera si suddivide in catene separate tra loro da grandi valli o passi di montagna. Fra tutte queste, le più importanti per estensione sono, da ovest a est, la Serra da Estrela, la Sierra de Gredos, la Sierra de Guadarrama e la Sierra de Ayllón. La base di queste montagne oscilla tra i 500 ed i 1.200 metri.

## Catene
Il termine "Sistema Centrale" è un termine accademico che non è condiviso dagli abitanti della zona, i quali parlano delle diverse catene che compongono la cordigliera e non hanno coscienza di un tutt'uno. Da ovest a est si incontrano le seguenti catene:
- Serra da Estrela, situata nel centro del Portogallo (Torre, 1.993 m).
- Sierra de Gata, nelle provincie di Cáceres e Salamanca (Jálama, 1.492 m).
- Sierra de Francia, nel sud delle provincie di Salamanca e Cáceres (Pico de la Hastiala, 1.735 m).
- Sierra de Béjar, nelle provincie di Cáceres, Ávila e Salamanca (Canchal de la Ceja, 2.430 m).
- Sierra de Gredos, nelle provincie di Ávila e Cáceres (Pico del Moro Almanzor, 2.592 m).
- Sierra de la Horcajada, in provincia di Avila (Risco de la Umbrela, 1.562 m).
- Sierra de Villafranca, in provincia di Avila (Cerro Moros, 2.059 m).
- Sierra de Piedra Aguda, in provincia di Avila (Piedra Aguda, 1.817 m).
- La Serrota, in provincia di Avila (Cerro del Santo, 2.294 m).
- Sierra de Hoyocasero, in provincia di Avila (Navasolana, 1.708 m).
- Sierra de la Paramera, in provincia di Avila (Pico Zapatero, 2.160 m).
- Sierra de Ávila, in provincia di Avila (Cerro de Gorría, 1.708 m).
- Sierra de Ojos Albos, nelle provincie di Ávila e Segovia (Cruz de Hierro, 1.657 m).
- Sierra de Malagón, nelle provincie di Ávila, Madrid e Segovia (Cueva Valiente, 1.903 m).
- Sierra de San Vicente, in provincia di Toledo (Cruces, 1.373 m).
- Sierra de Guadarrama, nelle provincie di Ávila, Madrid e Segovia (Peñalara, 2.428 m).
  - La Mujer Muerta, in provincia di Segovia (La Pinareja, 2.197 m).
  - Siete Picos, nelle provincie di Segovia e Madrid (Siete Picos, 2.138 m).
  - La Maliciosa, in provincia di Madrid (Maliciosa, 2.227 m).
  - Cuerda Larga, in provincia di Madrid (Cabeza de Hierro Mayor, 2.383 m).
  - Sierra de la Morcuera, in provincia di Madrid (La Najarra, 2.122 m).
  - Sierra de Canencia, in provincia di Madrid (Mondalindo, 1.831 m).
  - Sierra de la Cabrera, in provincia di Madrid (Cancho Largo, 1.564 m).
- Sierra de Somosierra, nelle provincie di Segovia e Madrid (Colgadizos, 1.834 m).
- Sierra de Ayllón, nelle provincie di Segovia, Madrid e Guadalajara (Pico del Lobo, 2.274 m).
  - Sierra de la Puebla, nelle provincie di Madrid e Guadalajara (La Tornera, 1.866 m).
  - Sierra de Ocejón, in provincia di Guadalajara (Ocejón, 2.049 m).
- Sierra de Alto Rey, in provincia di Guadalajara (Alto Rey, 1.858 m).
- Sierra de Pela, nelle provincie di Guadalajara e Soria (Sima de Somolinos, 1.548 m).

Le catene più estese e importanti del Sistema Centrale sono la Serra da Estrela, la Sierra de Gata e la Sierra de Gredos nella parte occidentale, la Sierra de Guadarrama e la Sierra de Ayllón nella parte orientale. La cordigliera si collega nell'estremo orientale con il Sistema Iberico attraverso la sierra de Pela, gli Altos de Baraona e la sierra Ministra.

## Geologia
Il Sistema Centrale è il risultato dello scontro delle placche corrispondenti alla submeseta sur ed alla submeseta norte, entrambe appartenenti alla Meseta Centrale della penisola iberica. Il sistema si sollevò durante l'orogenesi alpina (Era Terziaria), anche se i materiali sopra i quali si erge (lo zoccolo granitico della Meseta) sono precedenti (dell'orogenesi ercinica). Le rocce hanno sofferto una forte erosione, per cui si sono appiattite tanto sulle cime (conosciute dalla gente di montagna come "cuerdas", corde) come nelle anticatene settentrionali e meridionali. Pertanto, il Sistema Centrale è una cordigliera più antica di altre, come i Pirenei, le Alpi, le Ande o l'Himalaya.

### Formazione

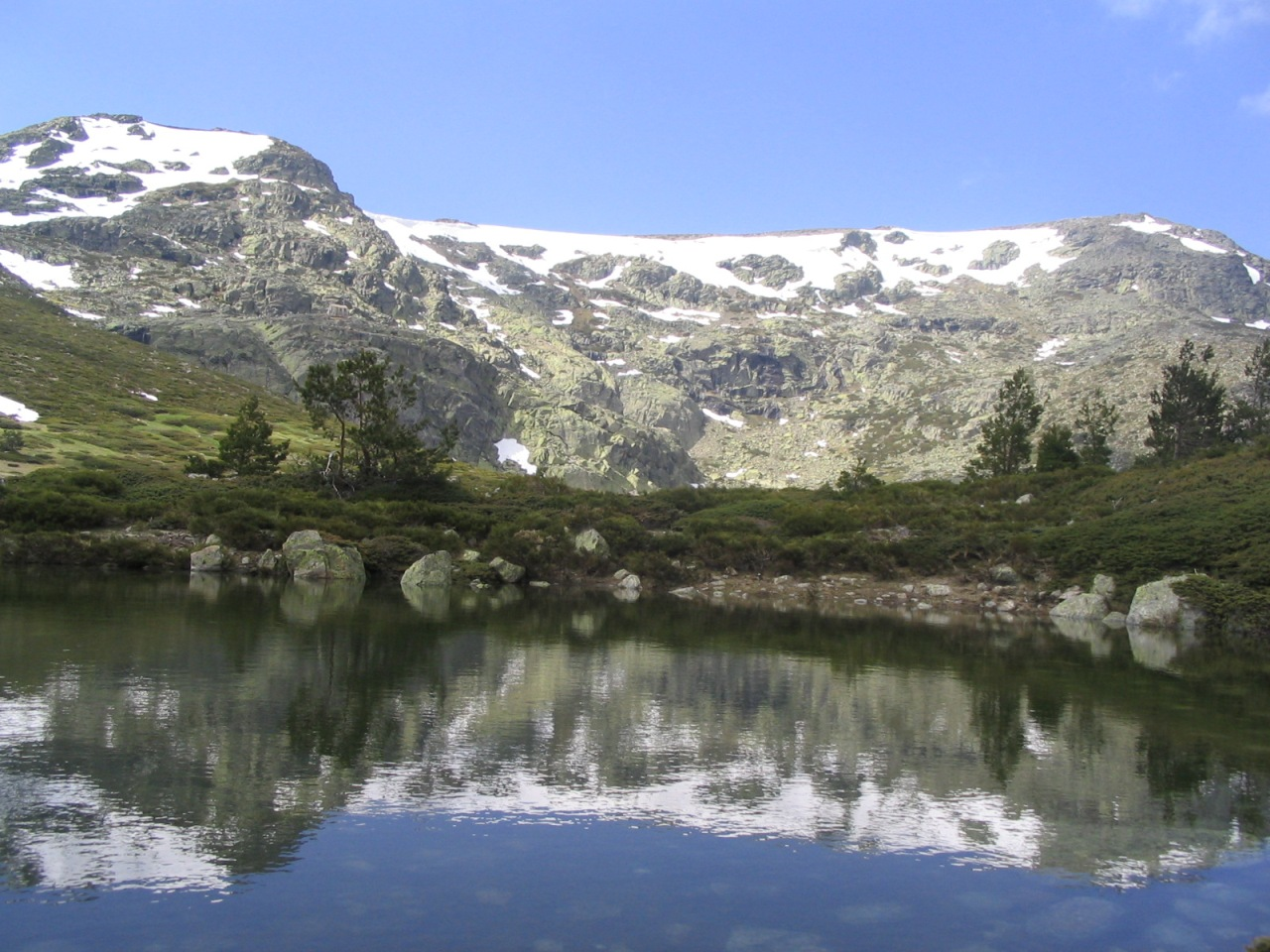
Circo e cima di Peñalara (Madrid) (sulla destra) e riflesso in una piccola laguna. Tanto le lagune come il circo di Peñalara sono una delle poche formazioni di origine glaciale di tutto il Sistema Centrale.

Nel Paleozoico medio (da 360 a 290 milioni di anni fa), un substrato iniziale di antichi graniti e sedimenti iniziò a piegarsi e a metamorfizzare, dando origine agli gneiss. Durante il paleozoico superiore (tra 290 e 250 milioni di anni fa) questi materiali si fratturarono. Iniziò così lo spostamento verso la superficie di masse magmatiche, dando origine ai graniti. Nella fase finale di questa era si produsse il sollevamento generale di tutta la cordigliera. A partire dalla fine del Paleozoico e durante il Mesozoico (tra 250 e 65 milioni di anni fa) iniziarono i processi di erosione e smantellamento del rilievo. Durante quest'ultima era si produsse un abbassamento del livello del mare, che lasciò scoperte zone subacquee (forse in quell'epoca la catena non era molto di più di un'isoletta poco elevata rispetto al mare) e si formarono bacini di sedimentazione che ricoprivano le pianure con sedimenti che avrebbero formato i calcari. Queste si situano oggi ai bordi delle catene e in alcune fosse interne.
Nel Cenozoico o Terziario (tra 65 e 1,8 milioni di anni fa) si riattivarono i processi che provocarono il sollevamento del sistema e la divisione nei blocchi che troviamo oggi. L'erosione del massiccio roccioso provocò il riempimento sedimentario delle depressioni con arcose. 
L'azione glaciale del Quaternario (da 1,8 milioni di anni fa a oggi) finì di modellare vari rilievi attuali della catena con piccoli circhi di tipo pirenaico, alcuni esempi si trovano nelle morene, nei piccoli circhi, nelle lagune di Peñalara e Gredos; alcune tracce glaciali sono rimaste nella zona del Pico Almanzor e del La Maliciosa sotto forma di rocce montonate-striate e piccoli circhi. In definitiva, negli ultimi milioni di anni, l'azione glaciale, il consolidamento della rete idrografica e l'escavazione di valli e terrazze hanno dato luogo all'attuale morfologia del terreno.

## Flora e fauna
La flora del Sistema Centrale è caratterizzata dall'abbondanza di boschi di pino silvestre e pino nero, e dalla presenza di querceti e lecceti nelle zone più basse. Sulle cime dominano i pascoli e gli arbusti di alta montagna. Nella più bassa del versante sud della Sierra de Gredos esistono specie vegetali proprie del clima mediterraneo tipico grazie alle influenze climatiche che riceve dall'Estremadura. 
 
Per quanto riguarda la fauna, abbondano i mammiferi come lo stambecco iberico, il cervo, il cinghiale, il capriolo, il daino, il tasso, vari mustelidi, il gatto selvatico, la volpe e la lepre; una grande quantità di specie di uccelli acquatici presso i laghi, e grandi rapaci come l'aquila imperiale o l'avvoltoio monaco, tra le principali.

## Clima
Il clima del Sistema Centrale varia a seconda della catena, del versante e dell'altitudine delle montagne. Il clima più caldo si incontra sul versante sud della Sierra de Gredos, che riceve l'influenza diretta del clima mediterraneo tipico dell'Estremadura. Le temperature più fredde si incontrano nelle parti più alte e sui versanti nord delle montagne, con inverni in cui non si superano gli 0 °C, caratteristici del clima montano. 

Le precipitazioni nel Sistema Centrale sono in generale abbondanti, superando in molte zone i 1.000 mm annui. Sono sotto forma di neve in inverno, a partire dai 900 metri sui versanti nord, e a partire dai 1.100 m sui versanti sud. Le tormente sono molto frequenti in tutta la cordigliera, soprattutto in estate.

## Comunicazioni
La posizione centrale ed il ruolo di spartiacque hanno fatto sì che il Sistema Centrale sia stato attraversato già in epoca preromana da diversi passi di montagna. I principali valichi naturali tra i due versanti sono il corridoio di Béjar, il puerto de Tornavacas (provincia di Cáceres), il puerto del Pico (Provincia di Avila) con una strada romana, il puerto de la Paramera (provincia de Ávila), l'Alto del León, il puerto de la Fuenfría con relativa strada romana, il puerto de Navacerrada ed il puerto de Somosierra (tra le provincie di Madrid e Segovia).

## Economia
Per molto tempo la pastorizia e una modesta agricoltura di sussistenza sono state la base dell'economia della cordigliera (anche se sul versante sud, dove c'è più luce e un clima migliore, si coltivano olivi e frutteti). Attualmente il turismo, soprattutto di carattere rurale, si sta convertendo nella base dell'economia della zona.